# ماتوبي

ماتوبي هي بلدة تقع في ولاية تشين غرب ميانمار.